# Caméra Pathé Grande vitesse
La Pathé Grande Vitesse est une caméra argentique pouvant atteindre une cadence de prise de vues de 120 à 150 images par seconde, présentée en 1920 par Pathé Consortium Cinéma (société indépendante de Pathé), et construite par l’usine de Pierre Victor Continsouza.

## Histoire
Dans les années 1920, Charles Pathé est au zénith de sa puissance financière, il est un pivot central du cinéma, ayant des filiales disséminées dans le monde entier. Mais le trait de son caractère qui l’a mené à cette place est la lucidité commerciale. Il est persuadé que la nouvelle entité du cinéma américain, Hollywood, est à même de le supplanter. Il prend les devants et liquide l’essentiel de ses sociétés, gardant la production de films par le biais de la Société Pathé Cinéma qu’il dirige   personnellement. Il reste cependant un membre écouté de Pathé Consortium Cinéma et influe sur la fabrication de matériels cinématographiques, notamment en direction des particuliers pour lesquels il lance le format 17,5 mm pour tenter — en vain — de concurrencer Kodak et son nouveau format 16 mm . La caméra à grande vitesse entre dans cette activité mais vise plus spécifiquement les scientifiques et les industriels.

## Description de la Pathé Grande Vitesse
Elle est en bois, comme le sont encore beaucoup de caméras de cette époque. Un gainage en cuir la rapproche de sa sœur aînée, la caméra Pathé ''Professionnelle''. Au format 35 mm, avec un magasin coplanaire de 120 mètres, elle a la particularité d’avoir repris aux appareils de projection le mécanisme de la croix de Malte — enfermée dans un carter rempli d’huile — à la place des griffes mues par une came excentrique huilée, qui équipent la grande majorité des caméras y compris ses concurrentes à grande vitesse. 
« Cet appareil tourne 8 fois plus vite que les appareils de prise de vues ordinaires et permet d'obtenir des vues ralenties parfaites. »